# Opisivanje
Opisivanje ili deskripcija navođenje je svojstava, osobina, odlika i značajki nekoga prostora, živoga bića ili objekta. U pitanju je jedan od četiriju tipova izlaganja, među kojima su i ekspozicija, argumentacija i naracija. U praksi bi bilo teško oblikovati književni tekst utemeljen samo na jednom od tih četiriju tipova.

## Kao figura u pisanju fikcije
U fikciji se također pojavljuju tipovi izlaganja: akcija, ekspozicija, deskripcija, dijalog, sažetak i tranzicija. Autor Peter Selgin spominje metode, među kojima su akcija, dijalog, misli, sažetak, scene i deskripcija. Trenutačno nema konsenzusa oko broja tipova izlaganja u fikciji i njihovih svrha.
Deskripcija je figura u fikciji kojom se oblikuje mentalna slika pojedinosti u priči. Uz dijalog, naraciju, ekspoziciju i sažimanje deskripcija je jedan od najprepoznatljivijih tipova izlaganja u fikciji. U knjizi Kirka Polkinga Writing from A to Z deskripcija nije samo puko gomilanje detalja; odnosi se na oživljavanje nečega pažljivim biranjem i aranžiranjem riječi i fraza, čime se postiže željeni učinak. O najprikladnijim i najučinkovitijim tehnikama opisivanja i dalje postoji rasprava među književnicima.

## Ljubičasta proza
Ljubičasta krpica naziv je kojim se opisuje odlomak teksta u kojem se književnik previše trudio dojmiti čitatelja koristeći se složenim figurama ili drugim strategijama. Frazu (latinski jezik:  "purpureus pannus") prvi je put spomenuo rimski pjesnik Horacije u svojemu djelu Ars poetica (napisano oko 20. godine prije Krista), kojom je opisao nerelevantne i pretjerano okićene dijelove teksta; u suvremenom korištenju toga pojma obično se ne misli na nerelevantnost, premda su takvi dijelovi teksta uglavnom upadljivi. K tome, ljubičasta proza označava pretjeranost u figurativnosti, ritmu ili ostalim aspektima.

## Filozofija
U filozofiji je priroda deskripcije važna tematika još od tekstova Bertranda Russella.